# Gröningen, Helsingborg

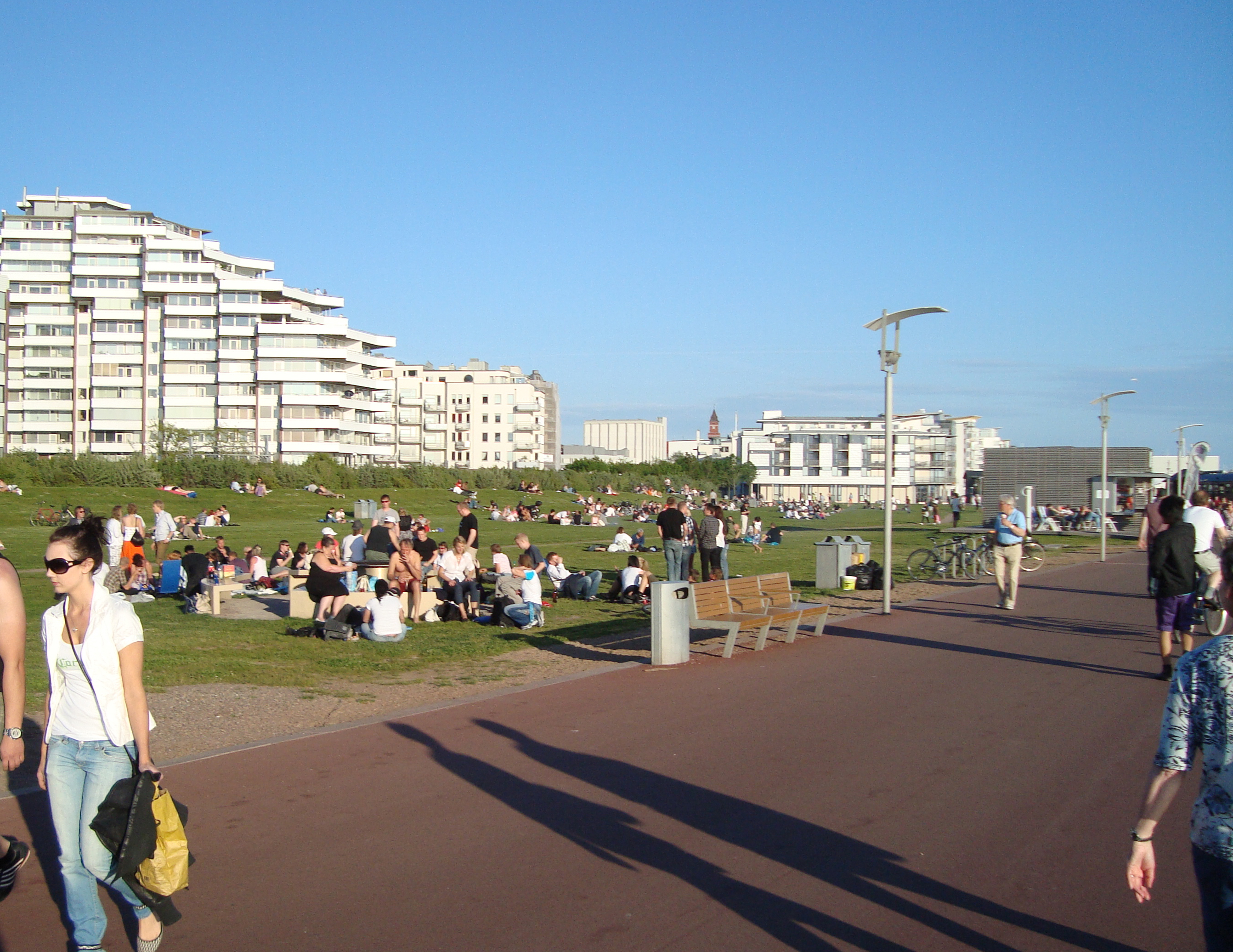
Välbesökt Gröningen.

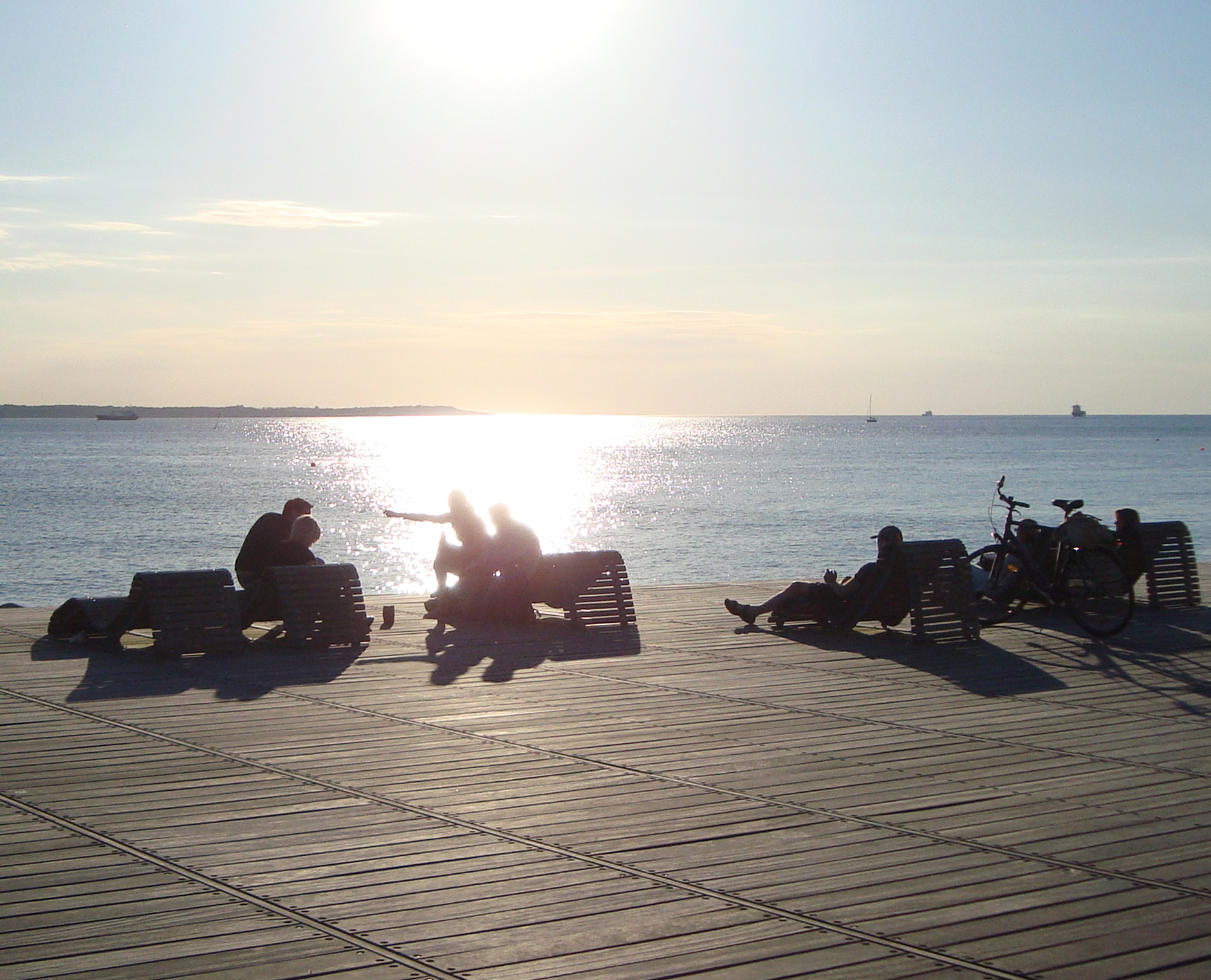
Solnedgång vid trädäcket.

Gröningen är en stor och öppen grönyta vid kanten av Öresund i Helsingborg. Den är belägen längs Strandpromenaden, strax norr om bostadsområdet i Norra hamnen. Gröningen är populärt bland de som vill sola och bada under sommaren, men som inte vill ligga på någon av stadens sandstränder. En tidigare plats med samma namn låg på den plats där Stadsteatern nu står.

## Beskrivning
Gröningen sträcker sig längs kustområdet mellan Norra hamnens bostadsbebyggelse i söder och Norra kallbadhuset, kallat "Kallis", i norr. I öster avgränsas platsen av uppfarten från Västkustbanans järnvägstunnel innan denna övergår till en viadukt. Platsen avskärmas från järnvägen av en bevuxen banvall. Bakom järnvägen löper Karl Johans gata och längs denna står bebyggelse som bildar kuliss i öster. Husen består till största delen av kvartersbebyggelse i nyklassicistisk stil, förutom i kvarteret Torpet, som består av storskalig senmodernistisk bebyggelse i upp till 13 våningar. Från Kajpromenadens fortsättning vid Tågagatan i söder leder Strandpromenaden genom området. I sin början är promenadstråket något indraget från kustlinjen, men leder sedan diagonalt mot strandlinjen, varefter den följer denna norrut. Mellan Strandpromenadens diagonal och strandlinjen en bit västerut innesluts en triangelformad plats kallad "Karantänen". Här finner man den enda kvarvarande byggnaden från platsens tid som bangård, samt parkering. Vid platsen finns två sommarrestauranger, Beach Club Gröningen vid den gamla byggnaden, och längre norrut Mölleexpressen i en bevarad tågvagn, som återknyter till platsens historia. Mellan de två restaurangerna brukar en minigolfbana läggas upp sommartid.
På Strandpromenadens östra sida öppnar Gröningens långsträckta gräsyta upp sig. Genom gräset löper en spontant bildad mindre gång. Promenaden är enhetligt utformad längs hela sin sträcka och består av en asfaltyta längs vilken en betongavskiljare i sitthöjd avgränsar i väster. Norr om Karantänen, på promenadens västra sida, sträcker sig ett 250 meter lång trädäck ut sig längs strandkanten. Öppningar i avskiljaren leder ut på trädäcket. Från detta sträcker sig tre badbryggor ut i vattnet, den klassiska "Järnvägsmännens brygga" längst i söder, följd av HIF-bryggan och HS-bryggan längre norrut. Vid varje brygga finns sittbänkar och rum för omklädning. Längs promenadens östra sida finns ett antal mindre kiosker och längre ut på Gröningen finns grillplatser.
Längst i norr syns ännu en trekantsformad plats vid Kallis. Platsen är till största delen belagd med asfalt och består av basketplaner och söder om dessa en dansbana i det fria. Längst mot väster, vid kallbadhuset, finns restaurangen Sillen och Makrillen. Vid trekantens sydspets, på promenadens östra sida, ligger ännu en sommarrestaurang i form av Bunker bar, som fått sitt namn efter en numera försvunnen betongbunker från andra världskriget. Norr om denna ligger boule-planer och ytterligare norrut finns en större lekplats.

## Historia
Området som utgör den nuvarande Gröningen utgjordes förr till största delen av sjöbotten, då platsen låg vid strandlinjen. I den nuvarande platsens södra del låg en trekantig sandbank som sköt ut en bit i Öresund. Området kring sandbanken kallades förr för "Hallarna" och bebyggdes under ett tidigt stadium av ett antal fiskarehus kallade "Nyborgshusen", som finns markerade på fortifikationskartor från 1600-talet. Dessa hus är sedan försvunna på kartor under större delen av 1700-talet och förstördes troligen under de förödande krig som drabbade Helsingborg under 1600-talets slut och 1700-talets början. Under 1800-talet började viss bebyggelse åter synas på platsen och vid samma tid har ytterligare bebyggelse vuxit fram längre norrut i form av det så kallade "Beckhuset" och tre fiskartorp.
När Helsingborg under 1800-talets andra hälft började växa allt mer kraftigt genom industrialismen började området kring platsen exploateras allt mer. Den norra kustremsan var mycket populär hos stadens mer bemedlade medborgare, som började uppföra stadsnära lantbostäder, så kallade landerier, i området. Vid 1860-talets mitt uppfördes landeriet Sjötorp av handlanden Carl August Nilsson i höjd med nuvarande Helsingörsgatan. Vid samma tid byggde O. C. Wåhlin landeriet Lugnet något norr om det förra. Den utskjutande sandbanken i söder kallades på grund av sin form för "Trekanten" i folkmun. Denna ägdes av Louise Barck, som 1867 sålde marken till friherre Corfitz Beck-Friis, som där lät uppföra landeriet Christinehall. I Trekantens norra del låg sedan mitten av 1700-talet ett fisketorp, kallat Stenkulas torp. Detta köptes upp av ryttmästare Carl Harald Follin, som 1874 byggde landeriet Torpet. Mellan de två landerierna på Trekanten löpte Tågagatans förlängning som ledde ut till uddens spets, vid vilken stadens första permanenta kallbadhus uppförts 1864.
Vid tillkomsten av Skåne-Hallands järnväg år 1881 drogs banan väster om bebyggelsen längs kuststräckan vid Trekanten, för att senare övergå i en gjutjärnsviadukt vid korsningen med Drottninggatan. Tre år senare påbörjades byggandet av Norra hamnen, med utgångspunkt från Trekantens södra del, vilken stod klar 1891. Hamnen utgjordes av utfyllnadsmark och senare fylldes även ett område söder om Trekanten ut, vilket betydde att udden helt försvann. På utfyllnaden norr om Trekanten anlades 1899 en uppställningsbangård mellan viaduktens södra landfäste och Norra hamnen. Genom detta fick nuvarande Gröningen sin form, men på sin tid utgjorde platsen en kraftig barriär mellan staden och Öresundskusten. På bangården uppfördes under 1900-talets början ett rundstall som 1917–18 kompletterades med ett tillhörande oktagonalt vattentorn för försörjning av ångloken. År 1917 stod en djurkarantän klar i södra änden av bangården. I samband med en storm julen 1903 förstördes kallbadhuset och när det skulle återuppföras flyttades det till sin nya plats vid Norra kallbadhuset. Den enda badfacilitet i området kom att bli en liten badbrygga som mest utnyttjades av järnvägsanställda vid bangården, vilket gjorde att den fick benämningen "Järnvägsmännens fria bad". Den omgivande bebyggelsen förändrades även i takt med att Helsingborg växte. Den gamla landeribebyggelsen började från och med 1800-talets slut att försvinna för att ersättas av flerbostadshus.
Bangården låg på sin plats med ett fåtal förändringar fram till och med nedgrävningen av den norrgående järnvägen och invigningen av nuvarande Helsingborgs centralstation 1991. Efter detta revs bangården upp och området omvandlades till ett grönområde som med tiden nådde allt större popularitet. Byggnaderna i den gamla djurkarantänen användes under en tid som nattklubbslokaler. När Norra hamnen omvandlats till ett bostadsområde 1999 ökade kopplingen med staden genom att Kajpromenaden i hamnen och Strandpromenaden förbi Gröningen kopplades ihop. År 2006–07 genomfördes en ombyggnad av Strandpromenaden som gav den dess nuvarande utseende.

### Gamla Gröningen
Den plats som tidigare kallades Gröningen var belägen söder om Trekanten och tillkom på 1870-talet genom utfyllnader i samband med anläggandet av Drottninggatan Innan dess hade platsen kallats för Norra sjöviken. Vid utfylladen bildades en trekantig plats mellan landeriet Christinehall och Hälsovägens förlängning som kom att stå obebyggd fram till 1950-talet. Platsen blev ett allmänt grönområde som användes för ett flertal olika aktiviteter, bland annat som krigstidsupplag för ved under världskrigen. I perioden däremellan användes Gröningen som plats för besökande cirkusar och tivolin. Under utställningen H55 användes platsen som utställningsyta och bebyggdes med visningshallar, tillfälliga byggnader och en nöjesestrad. Efter utställningen anlades Sveriges första hamburgerbar, Burger-Grill, på platsen 1956. Platsen bebyggdes slutligen permanent 1974–76, då den nya Stadsteatern uppfördes. Innan dess, den 13 oktober 1973, hade hamburgerbaren, nu med namnet Mando, flyttat från Gröningen för att ge plats åt det nya bygget.